# Holland's Next Top Model, seizoen 1
Holland's Next Top Model seizoen 1 is de eerste aflevering van Holland's Next Top Model (ook wel bekend als Modelmasters: Holland's Next Top Model), de Nederlandse versie van de Amerikaanse televisieserie America's Next Top Model. Het was een realityprogramma dat gepresenteerd werd door supermodel Yfke Sturm. Hierin ging de jury op zoek naar een model dat de potentie had om Nederlands nieuwste topmodel te worden.
Dit was tot nu toe het enige seizoen waarin er 10 kandidaten waren. Alle volgende seizoenen kenden op zijn minst 12 kandidaten. De internationale bestemming van dit seizoen was New York, Verenigde Staten. De prijzen bestonden uit een modellencontract ter waarde van € 50.000,- bij Max Models, een covershoot van de Glamour en een deelname aan Ford's Supermodel of the World.
De 19-jarige Sanne Nijhof uit het Overijsselse Den Ham won uiteindelijk de finale. Ook won ze in januari 2007 de Ford's Supermodel of the World. Hier won ze een geldprijs van 250.000 dollar en kreeg een modellencontract bij Ford Models.
Nijhof bekritiseerde de show later vanwege het feit dat de makers haar hebben afgeschilderd als een meisje dat geen Engels sprak. Nijhof zelf zei dat ze een universitaire opleiding deed, waarvan een groot deel van de vakken in het Engels werd gegeven, en dat de makers de beelden zo hebben gemanipuleerd alsof het leek dat zij het Engels slecht beheerste. Nijhof kreeg door het winnen van de Ford's Supermodel of the World een Amerikaans modellencontract. en als Nijhof daadwerkelijk echt geen Engels kon, had ze dit contract nooit gekregen. Nijhof kreeg door de show van sponsor Crystal Clear wel een cursus Engels aangeboden die ze uiteindelijk wel heeft aangenomen.

## Modellen
(de leeftijden zijn op het moment van de opname)
| Naam                 | Leeftijd | Woonplaats                  | Finish    |
| -------------------- | -------- | --------------------------- | --------- |
| Kathelijn Brouwers   | 19       | Lieshout, Noord-Brabant     | 10e       |
| Stefanie Kouwen      | 21       | Warmenhuizen, Noord-Holland | 9e        |
| Annika Elschot       | 18       | Dordrecht, Zuid-Holland     | 8e        |
| Charmayne de Bruijn  | 18       | Bergschenhoek, Zuid-Holland | 7e        |
| Anna Marie van Vliet | 21       | Hillegom, Zuid-Holland      | 6e        |
| Marcia Bunk          | 26       | Amsterdam, Noord-Holland    | 5e        |
| Ovo Drenth           | 21       | Zuidlaren, Drenthe          | 4e        |
| Daisy van Belzen     | 21       | Alkmaar Noord-Holland       | 3e        |
| Sylvia Geersen       | 20       | Rotterdam, Zuid-Holland     | Runner-up |
| Sanne Nijhof         | 18       | Den Ham, Overijssel         | Winnaar   |

## Samenvattingen

### Fotoshoots
- Week 1 Photoshoot : Hunkemöller Printcampagne in Lingerie
- Week 2 Photoshoot : Casual, own style
- Week 3 Photoshoot : Glamour Printcampagne, emotie op strand
- Week 4 Photoshoot : Mercedes Printcampagne, met een mannelijke model
- Week 5 Photoshoot : Crystal Clear Printcampagne, Fresh & Fruity
- Week 6 Photoshoot : Action Shot, Op dak in New York
- Week 7 Photoshoot : Cover Shoot
- Week 8 Photoshoot : Elfjes

## Cast

### Juryleden
- Yfke Sturm – host & juryvoorzitter
- Karin Swerink – jurylid & hoofdredacteur Glamour Nederland
- Carli Hermès – jurylid & fotograaf
- Rosalie van Breemen – jurylid, topmodel & journalist

### Coaches
- Dominique Samuel – make-up artist Maybelinne NY
- Ruud van der Peijl – king of style

## Na HNTM
- Daisy van Belzen tekende na de finale ook een modellencontract bij Max Models. Tegenwoordig is Van Belzen nog steeds actief als model voor Max Models.
- Kathelijn Brouwers heeft na de show nog een tijdje gewerkt voor Max Models.[5], maar tegenwoordig is het onbekend bij welk agency Brouwers actief is. Ze doet nog wel modellenwerk.[6] en in 2012 studeerde zij af aan de universiteit van Maastricht.
- Charmayne de Bruijn staat tegenwoordig onder contract bij Modelution.
- Marcia Bunk kreeg na de show een modellencontract bij Max Models, maar is tegenwoordig actief als freelance model. Bunk is vooral actief bij dezelfde werkgevers.
- Ovo Drenth tekende voor de finale nog in 2006 een modellencontract bij Max Models.[7] Tegenwoordig is Drenth nog steeds actief als model voor Max Models.
- Annika Elschot kreeg een modellencontract bij Max Models en ging in 2010 over naar Touché waar ze een jaartje verbleef. Tegenwoordig is ze niet meer actief als model. Elschot is tegenwoordig communicatiemedewerker op universitair niveau.
- Sylvia Geersen kreeg na de finale ook een modellencontract bij Max Models. In 2010 vertrok Geersen voor een onbepaalde tijd naar Amerika om daar door te breken. Wegens persoonlijke omstandigheden keerde zij in het voorjaar van 2011 terug en kwam ze ook weer terug als model bij Max Models.[8]
- Stefanie Kouwen kreeg na afloop van de show een modellencontract bij Max Models, maar besloot in 2008 toch haar opleiding Communicatie af te maken en zich hier verder op te gaan richten.
- Sanne Nijhof kreeg na afloop alle prijzen en vertrok in 2008 bij Max Models, omdat ze zich wilde richten op haar school. Ze stond toen als parttimer onder contract bij Wilma Wakker Model, maar is sinds 2011 weer actief en werkt nu voor Fresh Model.
- Anna Marie van Vliet ging na de show behalve onder haar eigen naam ook verder onder de naam Anna Maria van Vliet. Van Vliet had tot 2011 een contract bij Ulla Models. In 2012 kreeg Van Vliet een kind en stopte daarom met haar modellencarrière. Zij startte haar eigen webshop, Enniestyle, gericht op babykleding. Ondertussen had zij nog een wekelijkse column bij Yes en klapte zij uit de school, nadat zij de jury ermee confronteerde met dat die haar met succes probeerde aan het huilen te krijgen en dat het bullshit was. Hierdoor werd Van Vliet uit de show gezet.[9]